# Dāmaneh
Dāmaneh (persiska: دامنه) är en ort i Iran.   Den ligger i provinsen Esfahan, i den centrala delen av landet, 300 km söder om huvudstaden Teheran. Dāmaneh ligger 2 346 meter över havet och antalet invånare är 4 513.
Terrängen runt Dāmaneh är varierad. Runt Dāmaneh är det ganska glesbefolkat, med 48 invånare per kvadratkilometer. Närmaste större samhälle är Dārān, 7,8 km väster om Dāmaneh. Trakten runt Dāmaneh består i huvudsak av gräsmarker.